# 菸酒公賣局嘉義分局

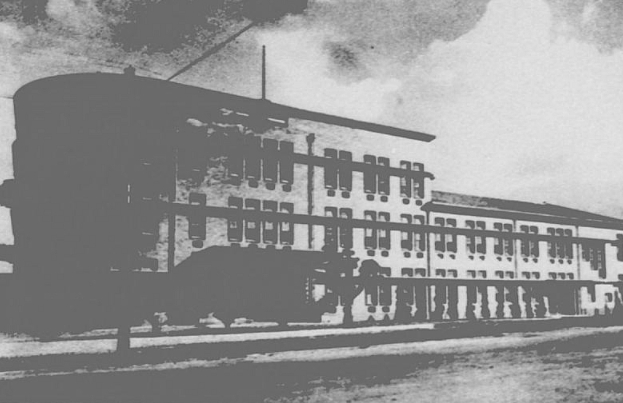
1941年的專賣局嘉義支局

菸酒公賣局嘉義分局，位於臺灣嘉義市西區，為臺灣總督府專賣局嘉義支局過去的辦公場所，在二二八事件中該建築的門窗曾改建以作為砲兵要塞使用。後於2000年6月7日公告登錄為市定古蹟。2014年7月1日被嘉義市政府選定將本建築建設為嘉義市立美術館，並於2020年11月7日開館。

## 沿革

### 日治時期
日治時期嘉義地區的專賣制度始於1900年設立的嘉義、布袋嘴和北門嶼鹽務局，負責從事食鹽生產，但嘉義鹽務局在後來即廢止。臺灣總督府專賣局於1901年6月成立後，原本的鹽務局則改為專賣局布袋嘴支局和北門嶼支局。1907年6月，布袋嘴支局虎尾藔出張所設置；於1909年11月增設五條港和掌潭出張所。
為了酒類實施專賣，專賣局在1922年4月成立「台南專賣支局嘉義出張所」，徵收了由赤司初太郎在1916年創立的「大正製酒會社」，其經營的嘉義造酒場（今 嘉義文化創意產業園區）和斗六造酒場收歸中央，並以嘉義製酒場當作嘉義出張所的廳舍所在；而布袋支局虎尾寮出張所亦在此時廢止。酒專賣於同年5月施行後，嘉義出張所便開始製造和販賣酒精及糖蜜酒，及管理相關取締事務；同年9月，開始菸草販賣和取締業務；11月，開始管理菸草耕作與食鹽取締業務。1924年12月，台南專賣支局嘉義出張所升格為「專賣局嘉義支局」，斗六造酒場自其獨立；管理食鹽生產的原布袋支局和北門支局則獨立為布袋和北門出張所。1934年7月，由於專賣局收購了臺灣製腦株式會社，專賣局嘉義支局亦開始管理粗製樟腦和樟腦油的製造。1939年，嘉義支局於嘉義市北社尾設有「北社尾葉菸草再乾燥工場」。
此嘉義支局廳舍建築則是在昭和十一年（1936年）9月25日動工，其位於嘉義酒工場對面，地址為嘉義市西門町九丁目4番地，於隔年5月7日落成。但因為戰爭爆發，所以到了昭和十三年（1938年）3月5日才啟用。
| 項目         | 範圍                                                   |
| ------------ | ------------------------------------------------------ |
| 酒類製造販賣 | 嘉義市、嘉義郡、斗六郡、虎尾郡、北港郡、東石郡、新營郡 |
| 菸草販賣     | 同上                                                   |
| 葉菸草耕種   | 嘉義市、嘉義郡、斗六郡                                 |
| 食鹽販賣     | 嘉義市、嘉義郡、斗六郡、虎尾郡                         |
| 粗製樟腦     | 臺南州全、高雄州旗山郡                                 |

### 民國時期
第二次世界大戰後，專賣局嘉義支局交由臺灣省專賣局接管，改為菸酒公賣局嘉義分局。二二八事件中，該建築的門窗曾被改建以作為砲兵要塞使用。民國八十九年（2000年）2月8日時因為年久失修，所以進行了整修工程。
2014年7月1日，嘉義市政府配合嘉義市升格省轄市32周年在此處成立「嘉義市立美術館籌備處」。2018年3月28日嘉義市立美術館增改建工程開工，後於2020年3月16日完工，「嘉義市立美術館」於2020年11月7日正式開館。

## 建築設計
菸酒公賣局嘉義分局由時任總督府專賣局庶務課技師梅澤捨次郎設計，為折衷主義風格的三層樓建築，格局坐東南朝西北向，總面積約1,458平方公尺，建築結構均以鋼筋混凝土建造，其中外部牆銜接處以弧角收邊，外部則採用橫紋折線磚、洗石子、小口平磁磚及簾煉瓦作為裝飾材料。其中，建築物的主入口位於建築前側，門框採仿石雕刻手法，在入口雨庇出挑，並以洗石子作為收邊與水平飾帶。次入口則位於北側，立面採特殊窯燒之面磚裝修，本體左側為原門市部，東南與南側為原酒類倉庫，包含1954年的興建的酒類倉庫、以及1980年的菸酒成品倉庫。
2014年，嘉義市政府因籌備嘉義市立美術館，委託黃明威建築師事務所和王銘顯建築師事務所監造設計並增改建廳舍，其中增改建的部分大量採用玻璃帷幕與實木結構。

## 交通
- 嘉義車站/嘉義市先期交通轉運中心
- 嘉義市公車 嘉義火車站
  - 1 嘉義榮民醫院—垂楊路—國立嘉義大學蘭潭校區
  - 1A 二二八國家紀念公園—垂楊路—國立嘉義大學蘭潭校區
  - 7 後火車站-大雅站
  - 66 港坪公園—垂楊路—蘭潭風景區
- 嘉義客運中山站、火車站售票處
- 嘉義車站前轉運站

## 外部連結
- 菸酒公賣局嘉義分局的Facebook專頁
- 嘉義市立美術館官方網站（页面存档备份，存于）